# Mike Penders
Mike Louis Penders (sinh ngày 31 tháng 7 năm 2005) là một cầu thủ bóng đá người Bỉ hiện đang thi đấu ở vị trí thủ môn cho câu lạc bộ Strasbourg tại Ligue 1 theo hợp đồng cho mượn từ Chelsea.

## Sự nghiệp câu lạc bộ

### Genk
Penders từng là thành viên của đội trẻ Boorsem Sport và Bregel Sport trước khi chuyển đến học viện đào tạo bóng đá của Genk năm 2018. Ngày 30 tháng 4 năm 2021, anh ký hợp đồng đầu tiên với Genk. Ngày 25 tháng 5 năm 2022, anh gia hạn hợp đồng với Genk đến năm 2025.
Ngày 28 tháng 7 năm 2024, Penders có trận đấu đầu tiên cho đội một Genk trong trận hòa không bàn thắng trước Standard Liège tại Belgian Pro League. Ở tuổi 18 và 363 ngày, anh là thủ môn trẻ thứ ba ra mắt trong lịch sử giải đấu.
Sau khi Penders được Chelsea cho Genk mượn trong mùa bóng 2024-25, anh trở thành lựa chọn số một trong khung gỗ và có 8 lần giữ sạch lưới trong 25 lần ra sân.

### Chelsea
Ngày 27 tháng 8 năm 2024, Penders đồng ý gia nhập Chelsea với bản hợp đồng có thời hạn đến năm 2032 và Chelsea phải trả cho Genk khoảng 17 triệu £ cho việc chuyển nhượng. Anh ở lại Genk theo dạng cho mượn đến hết mùa bóng 2024-25 và sau đó hội quân cùng đội một Chelsea tại FIFA Club World Cup 2025, giải đấu mà Chelsea đã vô địch.
Ngày 28 tháng 7 năm 2025, Penders được Chelsea đem cho mượn tại Strasbourg, đội bóng có chung chủ sở hữu với Chelsea, cho đến hết mùa bóng 2025-26.

## Danh hiệu
Chelsea
- FIFA Club World Cup: 2025